# Дунайские рубежи Римской империи
Дунайские границы или Дунайский лимес — укреплённые рубежи или лимесы Римской империи, расположенные вдоль реки Дунай, на территориях современной немецкой земли Бавария, Австрии, Словакии, Венгрии, Хорватии, Сербии, Болгарии и Румынии.
Граница Римской империи не всегда и не везде проходила по берегам реки Дунай, в некоторых местах сдвигаясь на север или юг, но на большом протяжении река несколько веков служила естественным оборонительным рубежом. Граница была укреплена многочисленными сторожевыми башнями, лагерями легионов (кастра) и фортами (кастеллы). Из-за заболоченного и извилистого характера берегов Дуная пограничные валы не строились, в отличие от Неккар-Оденвальдского лимеса в Германии. Лагеря были построены в середине I века. Позднее, при Траяне, лагеря, изначально окруженные только земляными насыпями, были обнесены каменными стенами.
Римская или Дунайская дорога (лат. Via Istrum) была проложена вдоль лимеса, связывая станции, лагеря и форты вплоть до дельты Дуная.
В 2021 году западный участок Дунайского лимеса был включен в Список всемирного наследия ЮНЕСКО в составе комплекса объектов всемирного наследия «Границы Римской империи».

## Участки Дунайского лимеса
Из-за большой протяженности этой границы Дунайский лимес часто делят на следующие части:
- Ретийский лимес, только те его элементы, которые располагались вдоль Дуная, считаются частью Дунайского лимеса.
- Норийский лимес
- Паннонские лимесы (в Верхней и Нижней Паннонии)
- Мизийский лимес

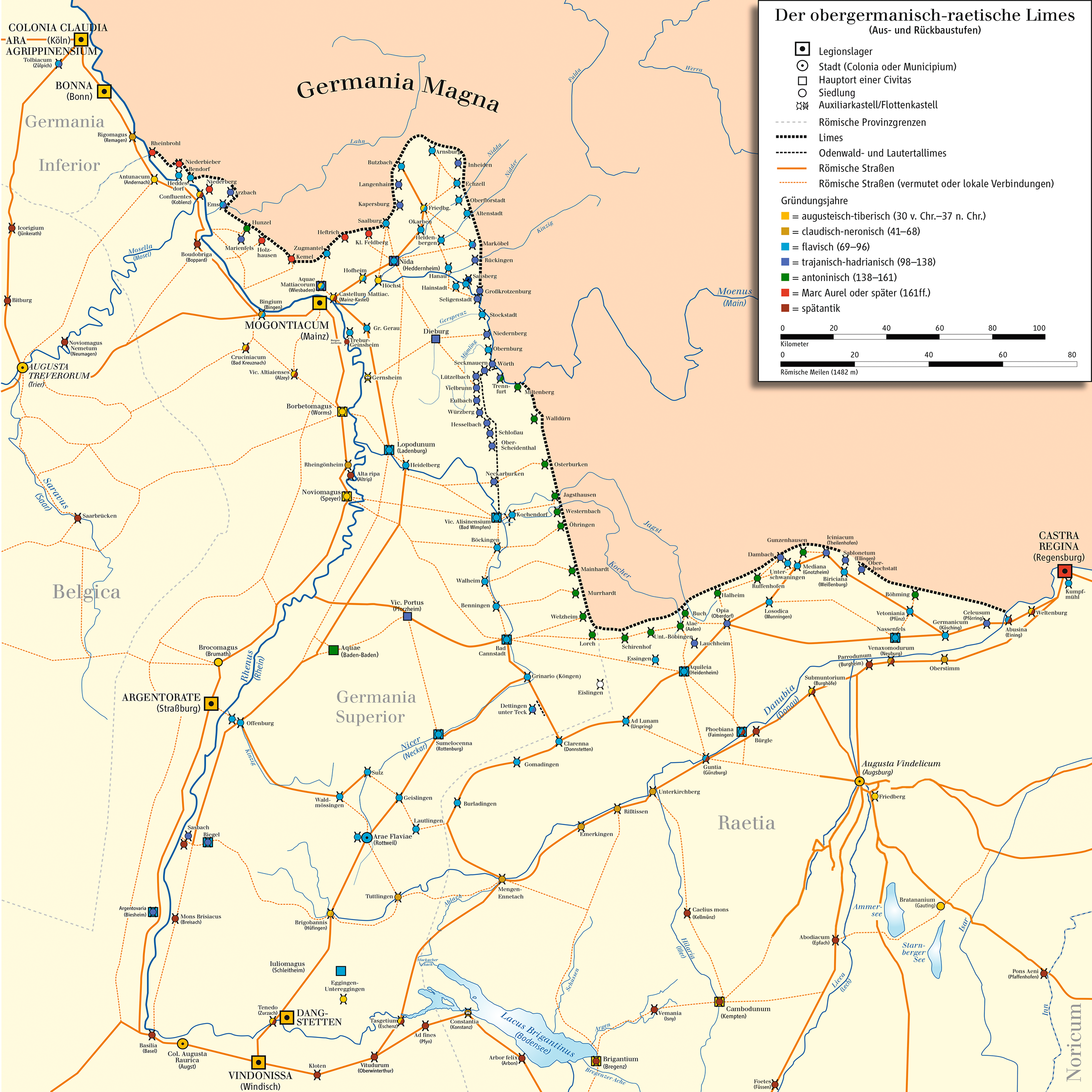
Верхнегерманско-ретийский лимес между Рейном и Дунаем
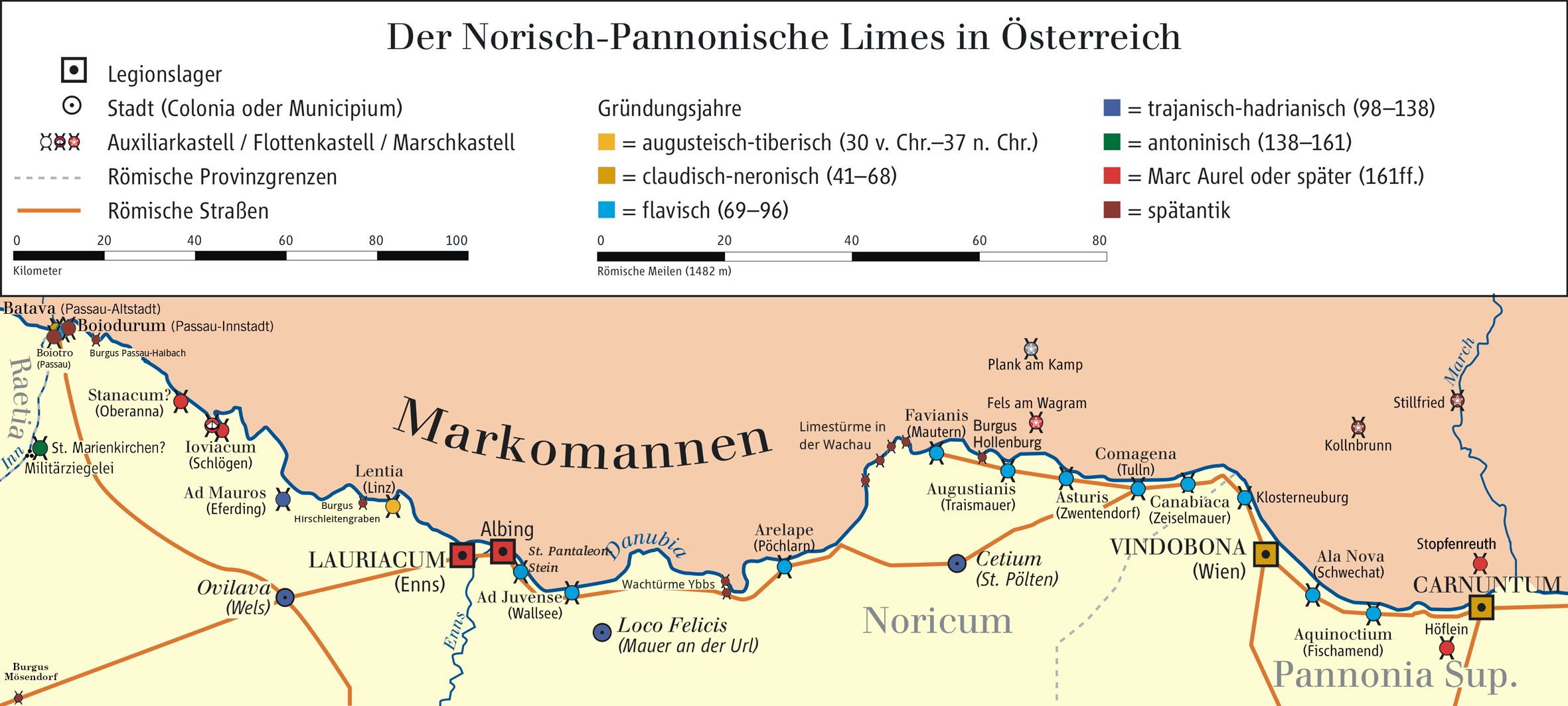
Норико-Паннонский лимес на территории современной Австрии
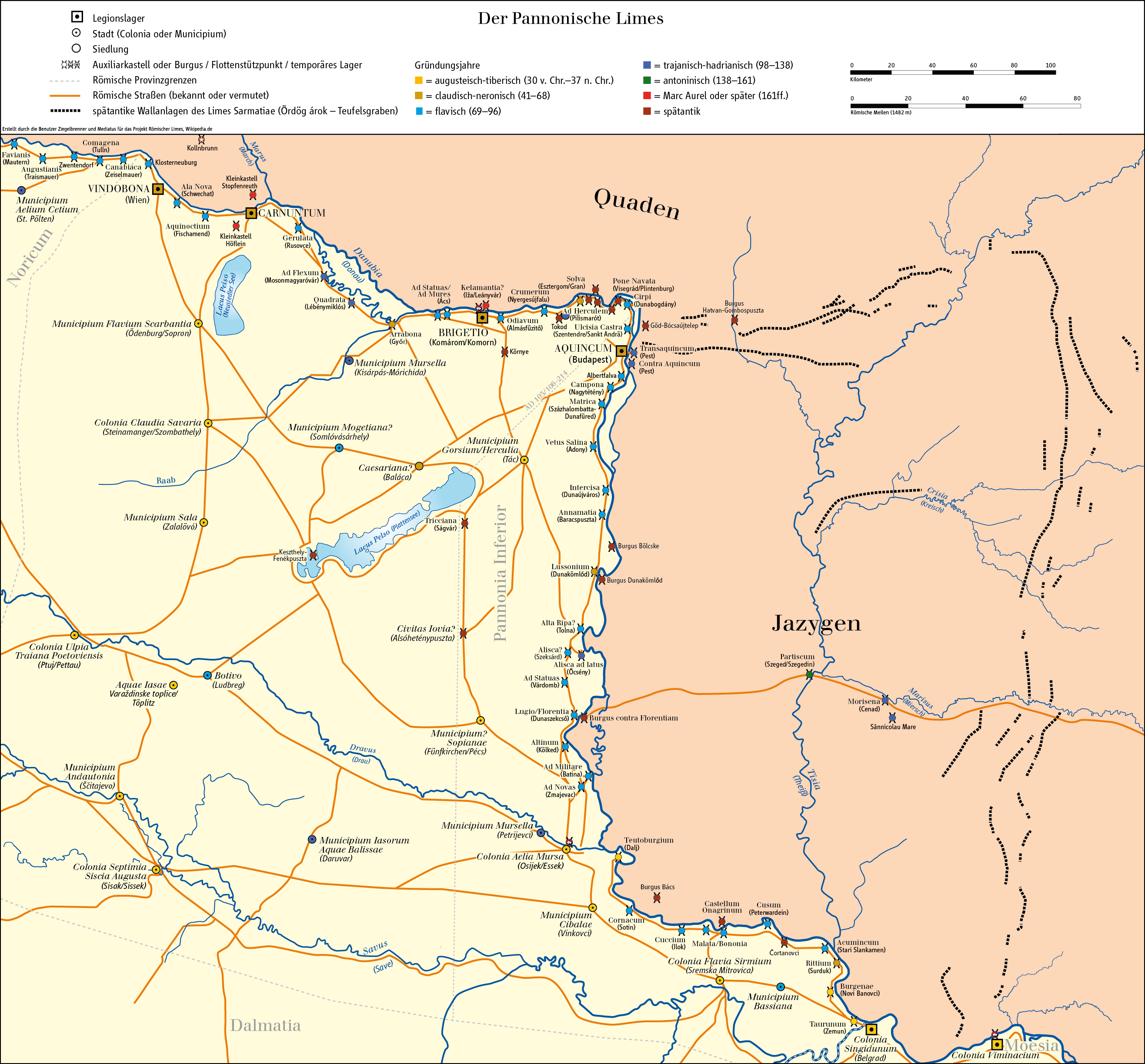
Паннонские лимесы на территории современных Словакии, Венгрии, Хорватии и Сербии
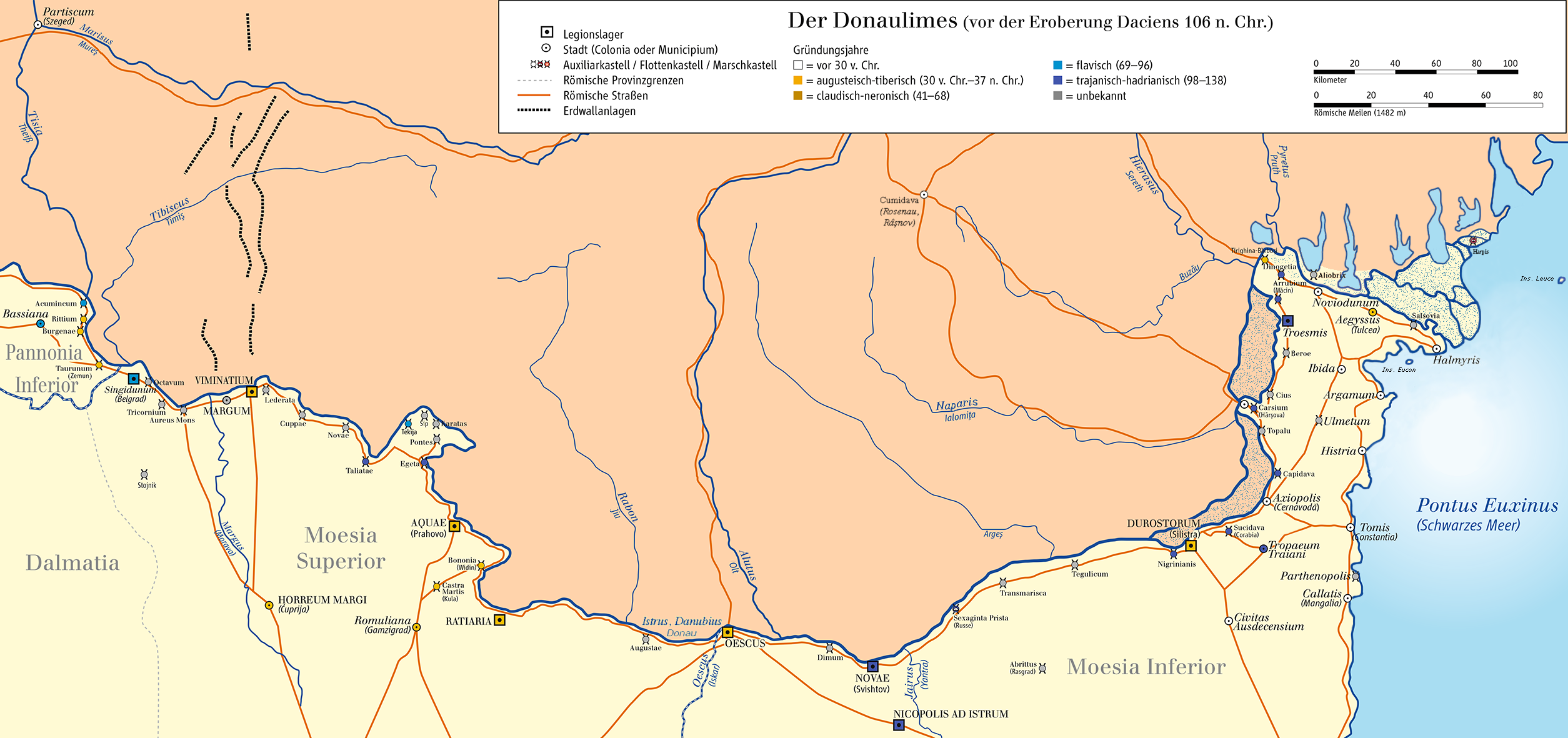
Мизийский лимес на территории современной Болгарии и Румынии.

## Германия и Австрия

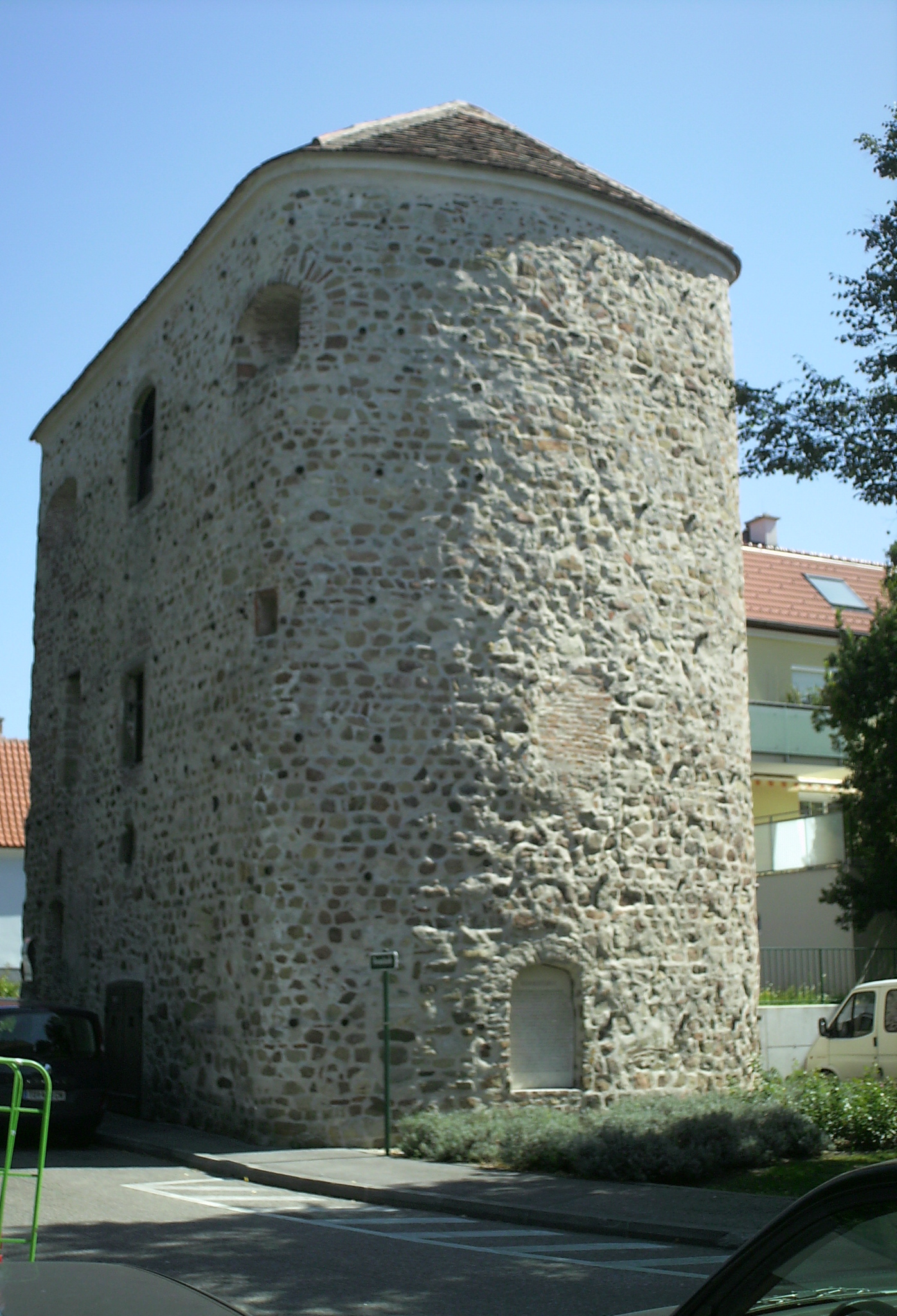
Башня Зальц (Salzturm) в Тульне, Нижняя Австрия, бывшая западная подковообразная башня (Hufeisenturm) в Комагене

Старейшим римским лагерем в Австрии был Карнунтум. В четырнадцати километрах к западу, недалеко от Шлёгена (сегодня Хайбах-на-Дунае) в Верхней Австрии, был построен вспомогательный форт (Хильфскастель).
Поскольку Дунай не всегда обеспечивал достаточную защиту, на его северных берегах были построены оборонительные сооружения против маркоманов. При сыне Марка Аврелия, Коммоде, они были подновлены, и вдоль Дуная была проложена «полоса смерти» шириной семь километров.
Всё более приходящие в упадок укрепления были вновь приведены в порядок при императоре Валентиниане I (364—375) и модернизированы в соответствии с новейшей военной тактикой. Стены были утолщены, а оборонительные рвы углублены. Кроме того, вдоль стен были построены башни, например, сторожевая башня, обнаруженная около Оберранны в 1960 году. Эти укрепления просуществовали сто лет до падения Римской империи. В 488 году римские укрепления вдоль нижнего течения Дуная были снова перестроены при Анастасии I и Юстиниане I. Они послужили во время балканских кампаний Маврикия и его преемника Фоки в качестве базы для более крупных военных операций. Некоторые из них сохранялись в провинции Мезия Секунда до вторжения булгар в 679 году.
Сохранилось несколько оборонительных башен римского периода: в Бахарнсдорфе в Нижней Австрии, в Маутерне (Фавианис) и в Трайсмауэре (Аугустиана), в Тульне и Цайзельмауэре, в лесу Кюрнберг недалеко от Линца.
Лагеря легионов:
- Лауриакум (на реке Энс)
- Альбинг
- Виндобона (Вена)
- Карнунтум

Лагеря (castra) и форты (castella) в Австрии с запада на восток:
- Станакум (Энгельхартсцелль)
- Иовиакум (Шлёген)
- Ad Mauros (Эфердинг)
- Лентиа (Линц)
- Ad Iuvense (Вальзее)
- Арелапе (Пёхларн)
- Намаре (Мельк-ан-дер-Донау)
- Фавианис (Маутерн)
- Барбарикум (Fels am Wagram)
- Августианис (Трейсмауэр)
- Астури (Цвентендорф)
- Комагена (Тульн)
- Каннабиака (Цайзельмауэр)
- Аррианис/Астурис (Клостернойбург)
- Ала Нова (Швехат)
- ? (Микулов -Чечиен)
- Aequinoctium (Фишаменд)
- Хёфляйн
- Стопфенройт (Энгельхарштеттен)

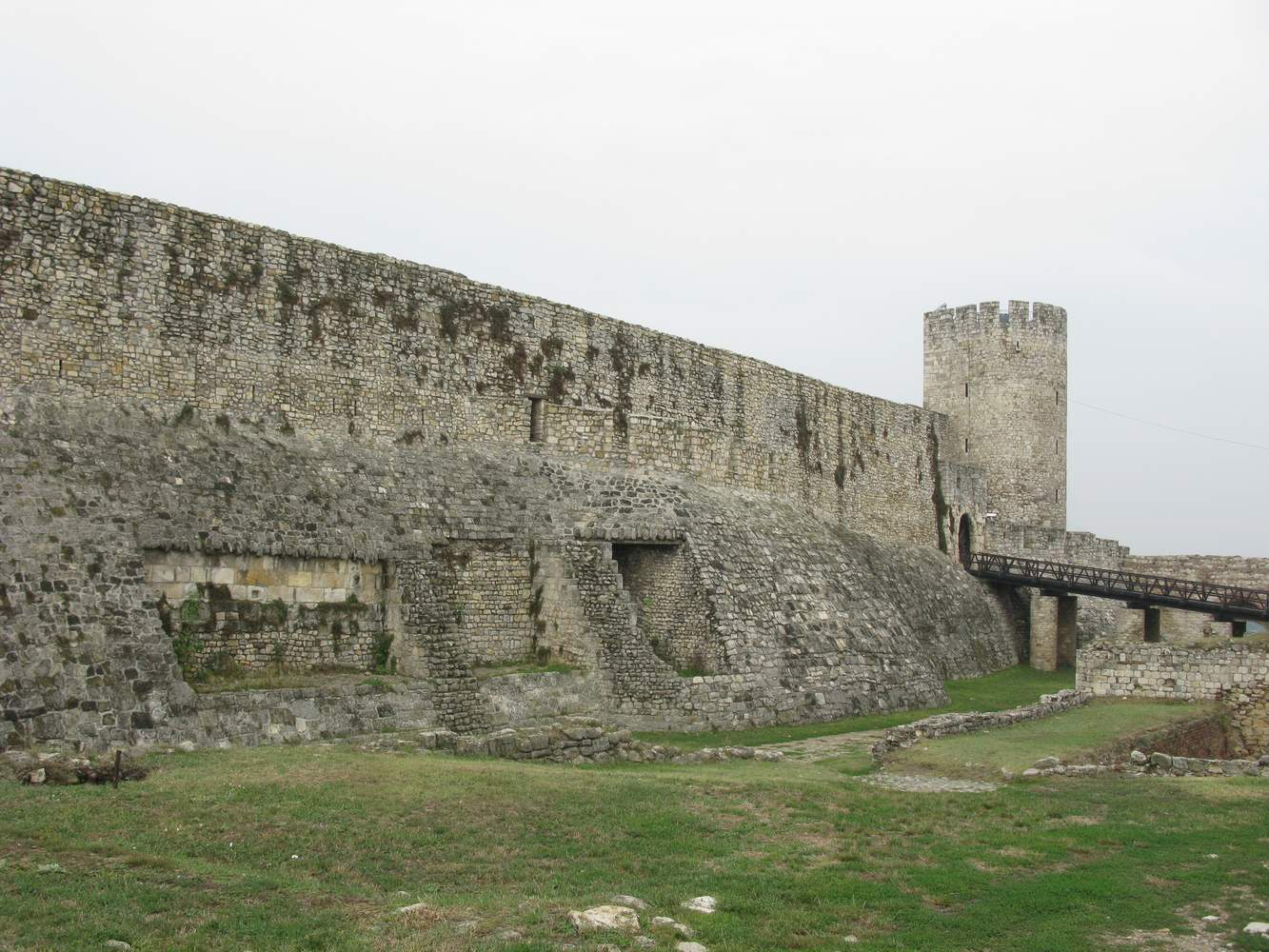
Остатки каструма в Белградской крепости

В 103 году нашей эры император Траян разделил провинцию Паннония на две части: Верхнюю Паннонию и Нижнюю Паннонию. Провинция Нижняя Паннония располагалась вдоль восточного берега Дуная и сегодня является частью Венгрии, Сербии, Хорватии и Боснии и Герцеговины. По всей территории по обе стороны Дуная строились колонии и города, а также римские форты, гарнизоны и базы. Некоторые из наиболее примечательных:
- Transaquincum, Contra Aquincum (Пешт)
- Матрица (Сазхаломбатта)
- Gorsium (Так)
- Vetus Salina (Адоний)
- Intercisa (Дунауйварош)
- Lussonium (Дунакёмлёд)
- Alisca ad latus (Оксень)
- Ad Statuas (Вардомб)
- Луджио/Флоренция (Дунашекчё)
- Altinum (Кёлькед)
- Ad Militare (Батина)
- Ad Novas (Змаевац)
- Колония Элия Мурса (Осиек)
- Тевтобургий (Даль)
- Cuccium (Илок)
- Кусум (Петроварадин)
- Бургены (Нови Бановци)
- Колония Сингидунум (Белград)

## Нижний Дунай

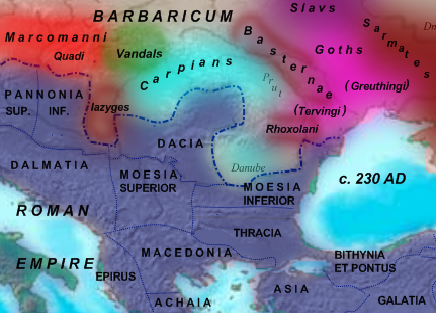
Римские провинции и варвары на Нижнем Дунае около 200 г. н. э.

Нижнедунайский лимес и северные Балканы в VI веке. Изображены провинции, крупные населенные пункты и военные дороги.

Нижнедунайская дорога была построена при императоре Тиберии в I веке н. э. на правом (южном) берегу реки, лимесы, соединенные дорогой, включали построенные форты и сторожевые башни. В I веке были построены следующие римские форты:
- Августа (возле деревни Хурлетс)
- Валериана (около села Долни Вадин)
- Вариана (около села Лесковец)
- Альмус (около города Лом)
- Регианум (близ города Козлодуй)
- Сексагинта Приста (недалеко от города Русе)
- Доросторум (около города Силистра)
- Ратиария (около города Арчар)
- Нова (возле города Свиштов)
- Виминатиум
- Сингидунум (Белград)
- Оэскус